# 第八代威靈頓公爵瓦勒良·韋爾斯利
瓦勒良·韋爾斯利（英語：Valerian Wellesley，1915年7月2日—2014年12月31日），第八代威靈頓公爵。

## 家庭
1944年，瓦勒良·韋爾斯利與黛安娜·麥康奈爾結婚，兩人共有4子1女：
1. 查爾斯（1945年出生）
2. 理察（1949年出生）
3. 卡羅琳（1951年出生）
4. 約翰（1954年出生）
5. 詹姆斯（1964年出生）